# Calyptocephalella
Calyptocephalella – rodzaj płazów bezogonowych z rodziny Calyptocephalellidae. Obejmuje jeden gatunek współczesny: Calyptocephalella gayi oraz kilka gatunków wymarłych: Calyptocephalella satan z późnej kredy (kampan lub mastrycht) Argentyny, C. canqueli z oligocenu i miocenu Argentyny, C. casamayorensis i C. pichileufensis z eocenu Argentyny oraz C. rugata z miocenu Argentyny. Część autorów zalicza do rodzaju Calyptocephalella także mioceński gatunek C. parodii będący gatunkiem typowym rodzaju Gigantobatrachus; Agnolin (2012) klasyfikuje jednak Gigantobatrachus jako rodzaj odrębny od Calyptocephalella. C. casamayorensis został początkowo sklasyfikowany w rodzaju Eophractus. Niektórzy autorzy synonimizowali C. canqueli i C. parodii z C. gayi, jednak późniejsze badania sugerują, że to odrębne taksony. Rodzaj Calyptocephalella był często opisywany pod nazwą Caudiverbera Laurenti, 1768, jednak gatunek typowy tego rodzaju w rzeczywistości nie istniał, dlatego nazwa ta jest niepoprawna. Innymi synonimami Calyptocephalella są Eophractus czy Teracophrys.